# أريكا صفراء
نخلة الأريكا الصفراء (الاسم العلمي: Dypsis  lutescens)، هو نوع من كاسيات البذور ينتمي إلى الفصيلة الفوفلية (فصيلة: Arecaceae). وهو أصيل الاستيطان في جزيرة مدغشقر الإفريقية، تم استزراعه في جزر أندمان، وفي جزيرة لا ريونيون، والسلفادور، وكوبا، وبورتوريكو، وجزر الكناري، وجنوب ولاية فلوريدا الأمريكية، وهايتي، وجمهورية الدومنيكان، وجامايكا، وجزر ليوارد، بالإضافة إلى جزر الأنتيل الفنزويلية.

## الوصف
تنمو النبتة ليصل طولها مابين 6 إلى 12 متراً، تبرز من قاعدها عدة سيقان. لها أوراقٌ ريشة الشكل، مُقوسة، يصل طولها بين المترين و 3 أمتار، ينتشر بينها ما بين 40-60 زوج من الوريقات، وتُظهر عناقيد زهرية صفراء في فصل الصيف، يمكن أن تُقطع الفسائل منها عندما تكبر بما فيه الكفاية كوسيلة للتكاثر.
وتزرع في الحدائق كنبات للزينة في المناطق الإستوائية وشبه الإستوائية، وكنباتات داخلية منزلية، تم منحها جائزة الجدارة البستانية من قبل الجمعية الملكية البستانية.

## تنقية الهواء
تفيد الدراسات التي أجرتها ناسا، والدكتور بيل ولفرتون، بأن هذه النبتة تُنقي الجو من الزيلين والتولوين، ويبين ولفرتون بأن نبتة بارتفاع 1.8 متر تُرشح لتراً واحداً من الماء في كل 24 ساعة، مما يجعلها مرطباً فعالاً.